# Batalla del Po
La batalla del Po (o batalla de la vall del Po) fou un enfrontament que tingué lloc el 203 aC en el marc de la Segona Guerra Púnica entre Cartago i la República Romana. La victòria romana va posar fi a la campanya de Magó, fill d'Amílcar Barca i germà d'Hanníbal en el nord d'Itàlia, on havia desembarcat dos anys abans amb la intenció de pressionar als romans en territori italià i frustrar així els seus plans d'envair Àfrica. Magó va tenir èxit en revoltar a Lígurs, Gals i Etruscs contra la dominació romana i aquests es veieren obligats a concentrar un gran nombre de tropes contra ell, derrotant-lo finalment en territori dels Ínsubres (Llombardia).
La derrota de Magó coincidia amb les victòries de Publi Corneli Escipió Africanus sobre els exèrcits de Cartago a Àfrica (avui Tunísia), obligant que Hanníbal i Magó haguessin d'abandonar Itàlia per socórrer la seva ciutat natal.

## Preludi
Després de la derrota soferta a la batalla d'Ilipa, a la península Ibèrica, Magó es va refugiar a la darrera base que els púnics retenien a Ibèria, Gades. El control dels romans sobre Hispània era gairebé total, així que Magó va rebre ordres d'embarcar les seves tropes i dirigir-se cap al Nord d'Itàlia, per coordinar la guerra a territori italià amb el seu germà Annibal, que es trobava al sud de la península.
Aquest era el darrer intent dels cartaginesos per recuperar la iniciativa de la guerra. Amb la destrucció de l'exèrcit d'Àsdrubal Barca a la batalla del Metaure, la recaptura de Sicília i la total conquesta d'Hispània, els romans estaven en clar avantatge i per primer cop, la mateixa ciutat de Cartago estava exposada a un atac directe, factible gràcies a la supremacia naval romana.

## Expedició
A l'estiu del 205 aC, la flota de Magó aparegué inesperadament a la costa de Ligúria i prengué la ciutat de Gènova. Amb uns 14.000 homes, Magó es desplaçà per territori dels Ingaunis, aliant-se amb ells contra la tribu dels Epanteris. La regió de Liguria i la Gàl·lia Cisalpina eren perfectes pels plans de Magó, ja que Roma mai havia aconseguit dominar completament la regió. Els gals, liderats pels Insubres i els Bois, s'aixecaren contra Roma repetides vegades i no dubtaren en aliar-se amb Annibal quan aquest envaí Itàlia. Així mateix, Magó fou ben rebut i molts s'uniren a les seves tropes.
Davant d'aquestes notícies, els romans concentraren dos exèrcits a Ariminum (Rímini) i Arretium (Arezzo) per bloquejar qualsevol intent de Magó d'avançar cap al sud. Semblava que Roma podia pagar car el seu error en no dominar la Gàl·lia Cisalpina d'una vegada per totes després de la batalla del Metaure, especialment quan Magó rebé de Cartago 7,000 nou homes i 7 elefants. Malgrat tot, les tropes cartagineses encara eren força inferiors als exèrcits romans i Magó descartà avançar cap al Sud.
L'any 204 aC amb l'elecció dels dos nou cònsols, es decidí que Publi Semproni Tudità atacaria a Annibal a la regió del Brútium mentre que Corneli Cetegue es quedaria a Etrúria per castigar la conspiració que recolzava a Magó.

## Batalla
L'any 203 aC 4 legions comandades per Corneli Cetege i el pretor Quintili Varus es dirigiren contra Magó en territori del Insubres, prop de la moderna ciutat de Milà. Ambdues forces es desplegaren en dues línies i els romans carregaren contra els púnics intentant prendre la iniciativa, però es trobaren més resistència de la que esperaven. Davant d'això, el pretor Quintilus Varus dirigí la cavalleria contra l'enemic, però Magó contrarestà ràpidament avançant els elefants, que provocaren el pànic entre els genets romans. Aquests es retiraren, perseguits pels númides, i els elefants començaren a massacrar la infanteria romana. Només les ordres de cridar a les legions de reserva salvaren els romans, perquè els homes de refresc de la legió XIII acribillaren als elefants amb dards i javelines. Magó ordenà al seu torn que els Gals entressin en combat, però aquests no foren rivals pels legionaris.
Les coses encara empitjoraren pels cartaginesos quan el mateix Magó caigué ferit per una llança i hagué de ser evacuat del camp de batalla gairebé ja sense vida. Això provocà la confusió i la por entre les tropes, que fugiren.
Uns 5,000 cartaginesos foren morts, si bé els romans patiren també dures baixes, amb la seva primera línia gairebé aniquilada

## Importància i conseqüències
Els romans prengueren control de la vall del Po i Magó s'hagué de retirar. Mentrestant, Escipió derrotava tots i cada un dels exèrcits que Cartago enviaba per destruir-lo, obligant a la ciutat a cridar a Magó i Annibal de retorn a Àfrica. Magó només pogué embarcar part del seu exèrcit i segons alguns autors, moria poc després de salpar a causa de les ferides sofertes durant la batalla. Altres opinen que va sobreviure i va arribar a lluitar contra Escipió a Àfrica o va retornar a la Gàl·lia Cisalpina
Certament, les restes del seu exèrcit que no pogueren embarcar cap a Àfrica seguiren lluitant encara durant cinc anys més contra els romans.